# 紐沃爾冰川
77°30′S 162°50′E / 77.500°S 162.833°E
紐沃爾冰川（英語：Newall Glacier）是南極洲的冰川，位於維多利亞地的阿斯加德山脈地區，流經紐沃爾山和韋安特山之間，由新西蘭探險隊繪入地圖，現時由南極條約體系管理。